# Hämeen Sanomat
Hämeen Sanomat – oavhängig konservativ dagstidning (7-dagars) som utkommer i Tavastehus sedan 1879.
Hämeen Sanomat är en av de provinstidningar som fennomanerna grundade på 1870-talet för att driva sin sak bland annat i frågan om finskspråkiga läroverk. Den blev 1906 officiellt organ för finska partiet och 1919 för samlingspartiet. Under 1930- och början av 40-talet fördes en hård dragkamp om Hämeen Sanomat mellan samlingspartiet och IKL; tidningen var organ för det sistnämnda 1932–1938 och åter för samlingspartiet från 1938 till 1941, då den blev oavhängig. Under tiden efter andra världskriget befäste Hämeen Sanomat alltmer sin ställning som förstatidning inom regionen.
Tidningen utges av Aina Group Oyj, en 2004 bildad koncern inom informations- och kommunikationsteknologi. År 2009 hade tidningen en upplaga på 28,366 exemplar.